# ایگناس فن در برمپت
ایگناس فن در برمپت (انگلیسی: Ignace Van Der Brempt؛ زادهٔ ۱ آوریل ۲۰۰۲) بازیکن فوتبال اهل بلژیک است که در حال حاضر برای کومو در پست مدافع بازی می‌کند.
از باشگاه‌هایی که در آن بازی کرده است می‌توان به کلوب بروژ و ردبول زالتسبورگ اشاره کرد.
وی همچنین در تیم‌های ملی فوتبال زیر ۱۷ سال بلژیک، زیر ۱۹ سال بلژیک، زیر ۱۹ سال بلژیک و زیر ۲۱ سال بلژیک بازی کرده است.

## دوران باشگاهی

### باشگاه فوتبال کلوب بروژ
ایگناس فن در برمپت در تاریخ ۱۴ سپتامبر ۲۰۱۹ در جریان دیداری برابر سرکل بروژ نخستین بازی خود در دسته اول فوتبال بلژیک را برای کلوب بروژ انجام داد.

### ردبول زالتسبورگ
در فوریهٔ ۲۰۲۲، او به ردبول زالتسبورگ در بوندس‌لیگای اتریش منتقل شد. او قراردادی تا ژوئن ۲۰۲۶ امضا کرد.

#### قرضی به هامبورگ
در ۱۸ ژوئیهٔ ۲۰۲۳، فن در برمپت با قراردادی قرضی به مدت یک فصل به هامبورگ در بوندس‌لیگای ۲ پیوست.

#### قرضی به کومو
در ۳۰ اوت ۲۰۲۴، فن در برمپت به صورت قرضی و به مدت یک فصل به کومو در سری آ ایتالیا که به‌تازگی به این لیگ صعود کرده بود، پیوست.